# Nederlandse kampioenschappen schaatsen afstanden 2011 - 1500 meter mannen
De 1500 meter mannen op de Nederlandse kampioenschappen schaatsen afstanden 2011 werd gehouden op zondag 7 november 2010. Er waren vijf plaatsen te verdelen voor de wereldbeker schaatsen 2010/2011. Titelverdediger was Rhian Ket die de titel pakte tijdens de Nederlandse kampioenschappen schaatsen afstanden 2010, Olympisch kampioen Mark Tuitert bezat als enige een beschermde status.

## Statistieken

### Uitslag
| #      | Schaatser            | Tijd     |
| ------ | -------------------- | -------- |
| Goud   | Simon Kuipers        | 1.44,81  |
| Zilver | Mark Tuitert         | 1.45,86  |
| Brons  | Stefan Groothuis     | 1.46,31  |
| 4      | Wouter Olde Heuvel   | 1.46,97  |
| 5      | Rhian Ket            | 1.47,07  |
| 6      | Koen Verweij         | 1.47,76  |
| 7      | Remco Olde Heuvel    | 1.48,04  |
| 8      | Renz Rotteveel       | 1.48,30  |
| 9      | Jan Blokhuijsen      | 1.48,38  |
| 10     | Tim Roelofsen        | 1.48,56  |
| 11     | Ted-Jan Bloemen      | 1.48,93  |
| 12     | Sjoerd de Vries      | 1.48,942 |
| 13     | Hein Otterspeer      | 1.48,943 |
| 14     | Maurice Vriend       | 1.49,18  |
| 15     | Pim Schipper         | 1.49,19  |
| 16     | Pim Cazemier         | 1.49,25  |
| 17     | Bart van den Berg    | 1.49,41  |
| 18     | Frank Hermans        | 1.49,62  |
| 19     | Thom van Beek        | 1.49,70  |
| 20     | Boris Kusmirak       | 1.50,35  |
| 21     | Lars Elgersma        | 1.50,49  |
| 22     | Joep Pennartz        | 1.50,60  |
| 23     | Pepijn van der Vinne | 1.51,64  |
| 24     | Marco Bos            | 1.51,74  |

### Loting
| Rit | Binnenbaan           | Buitenbaan         |
| --- | -------------------- | ------------------ |
| 1   | Frank Hermans        | Joep Pennartz      |
| 2   | Lars Elgersma        | Marco Bos          |
| 3   | Pepijn van der Vinne | Thom van Beek      |
| 4   | Boris Kusmirak       | Hein Otterspeer    |
| 5   | Maurice Vriend       | Pim Cazemier       |
| 6   | Renz Rotteveel       | Sjoerd de Vries    |
| 7   | Ted-Jan Bloemen      | Pim Schipper       |
| 8   | Tim Roelofsen        | Bart van den Berg  |
| 9   | Rhian Ket            | Mark Tuitert       |
| 10  | Remco Olde Heuvel    | Stefan Groothuis   |
| 11  | Koen Verweij         | Wouter Olde Heuvel |
| 12  | Jan Blokhuijsen      | Simon Kuipers      |

1987 · 
1988 · 
1989 · 
1990 · 
1991 · 
1992 · 
1993 · 
1994 · 
1995 · 
1996 · 
1997 · 
1998 · 
1999 · 
2000 · 
2001 · 
2002 · 
2003 · 
2004 · 
2005 · 
2006 · 
2007 · 
2008 · 
2009 · 
2010 · 
2011 · 
2012 · 
2013 · 
2014 · 
2015 · 
2016 · 
2017 · 
2018 · 
2019 · 
2020 · 
2021 · 
2022 · 
2023 · 
2024 · 
2025